# Campeonato Nacional de Rodeo de 2006
El 58.º Campeonato Nacional de Rodeo se llevó a cabo desde el 30 de marzo al 2 de abril de 2006 en la ciudad de Rancagua. El Campeonato Nacional de Rodeo es la máxima cita del rodeo chileno, deporte nacional de Chile.
Los campeones fueron Claudio Hernández y Rufino Hernández que son hermanos y conquistaron su segundo título consecutivo, ahora defendiendo los colores del Criadero Agua de los Campos y Mackenna y con un récord de puntaje (48 "puntos buenos"). El ambiente estuvo notable y la organización fue muy buena, más de 12.000 personas presenciaron la gran final y según fuentes de la Federación del Rodeo Chileno, más de 50.000 personas entraron a la medialuna durante los 3 días de competencia y fue transmitida a todo Chile por Mega.

## Movimiento de la rienda
El campeón del movimiento de la rienda fue el jinete de la Asociación Curicó Alfonso Navarro, montando a "Entallado" con un total de 65 puntos. Con este campeonato el popular "Chiqui" Navarro alcanzó un total de 5 títulos nacionales de rienda quedando solo a 2 títulos de José Manuel Aguirre, que tiene 7 títulos y es el máximo exponente de esta tradicional prueba de destreza. Alfonso Navarro fue escoltado por el vicecampeón Juan Valderrama (asociación Bío-Bío), quien finalizó su actuación con 60 unidades en "Azucárate". En la versión femenina, la campeona fue Gabriela Balmaceda Errázuriz (asociación Cautín), al sumar 54 puntos en "Estero". La vicecampeona fue María Ignacia Domínguez (asociación Santiago Oriente), con 49 unidades en "Ociosa".

## Resultados
Este campeonato, además de haber contado con el récord de puntaje, tuvo un total de 15 carreras perfectas (13 puntos buenos), algo insólito en un rodeo. Hubo una serie con dos carreras perfectas por una sola collera, una collera con tres carreras perfectas a través de los tres días de rodeo, otras dos colleras con un total de dos carreras perfectas y dos series clasificatorias tuvieron 3 carreras perfectas. Además la Serie de Campeones tuvo cinco carreras perfectas, algo nunca antes visto.

### Serie de campeones
A la Serie de campeones clasificaron las 35 mejores colleras del campeonato (los que clasificaron en las series, los ganadores de los rodeos clasificatorios y los campeones de 2005), los jurados fueron Fernando Alcalde, Juan Pablo Carrasco y Andrés Ruiz-Tagle y los capataces Ruperto Valderrama y Guillermo Barra.
Los hermanos Hernández, montando a "Malulo" y "Estruendo", marcaron 13 puntos en el primer animal, lo que equivale a una "carrera perfecta" ya que es el máximo puntaje que se puede alcanzar en un animal (un cuarto). Posteriormente en el segundo animal marcaron la no despreciable suma de 10 puntos. En el tercer animal volvieron a repetir los contundentes 13 puntos y finalizaron su faena con una carrera de 12 puntos en el cuarto y último animal, sumando así los históricos 48 puntos. Este puntaje fue un nuevo récord nacional, superando las marcas de 41 puntos alcanzadas en el año 2001 y 2003.
El vicecampeonato fue para los jinetes Mario Matzner y Jorge Gutiérrez, jinetes de la Región de Los Lagos, quienes totalizaron 38 puntos (12+8+9+9) en "Estancado" y "Platanito". Estos jinetes eran parte del corral Gran Aventura de Iván Gallardo.
Finalmente los terceros campeones fueron Ricardo González y Felipe González (asociación Litoral Central), padre e hijo, quienes completaron 37 puntos buenos (11+7+11+8) en "Don Chololo" y "Aromo". Estos jinetes pertenecían al corral Casas de Bucalemu.
| Cuarto Animal 2006 | Cuarto Animal 2006                   | Cuarto Animal 2006        | Cuarto Animal 2006 | Cuarto Animal 2006 |
| ------------------ | ------------------------------------ | ------------------------- | ------------------ | ------------------ |
| Lugar              | Jinetes                              | Caballos                  | Asociación         | Puntaje            |
| 1.º                | Claudio Hernández y Rufino Hernández | "Malulo" y "Estruendo"    | Bío-Bío            | 48                 |
| 2.º                | Jorge Gutiérrez y Mario Matzner      | "Platanito" y "Estancado" | Llanquihue-Chiloé  | 38                 |
| 3.º                | Ricardo González y Felipe González   | "Chololo" y "Aromo"       | Litoral Central    | 37                 |
| 4.º                | Gonzalo Vial y Pedro Vergara         | "Derrotado" y "Candil"    | O'Higgins          | 34                 |
| 5.º                | Gonzalo Vial y Pedro Vergara         | "Incrédulo" y "Martirio"  | O'Higgins          | 34                 |
| 6.º                | José Urrutia y Luis Cortés           | "Fresia" y "Reseña"       | O'Higgins          | 32                 |
| 7.º                | Mario Matzner y Jorge Gutiérrez      | "Botón" y "Esperando"     | Llanquihue-Chiloé  | 32                 |

### Serie Mixta-Criaderos
- 1.º Lugar: Juan Carlos Loaiza y Eduardo Tamayo (Valdivia) en "Diluvio" y "Dedal", +38 (8+7+13+10).
- 2.º Lugar: Claudio Hernández y Rufino Hernández (Bío-Bío) en "Malulo" y "Estruendo", +28 (8+1+9+10).
- 3.º Lugar: Leonidas Rosas y Tomás Hechenleitner (LLanquihue-Chiloé) en "Esquiva" y "Esperanza", +27 (6+4+8+9).

### Serie Caballos
- 1.º Lugar: Pedro Urrutia y Luis Fernando Corvalán (Cauquenes) en "Trebal" y "Colchaguino", +28 (7+11+1+9).
- 2.º Lugar: Mauricio Aninat y Jorge Fredes (Litoral Central) en "Gavilán" y "Chubasco", +27 (11+5+4+7).
- 3.º Lugar: Juan Pozo y Vicente Yáñez (Talca-O'Higgins) en "Gesto Herorico" y "El Mamo", 26+8.

### Serie Yeguas
- 1.º Lugar: Claudio Hernández y Rufino Hernández (Bío-Bío) en "Tira parriba" y "Minga", +27 (8+10+2+7).
- 2.º Lugar: Nibaldo López y Agustín Ugalde (Llanquihue-Chiloé) en "Pimpinela" y "Viuda", +26 (10+3+8+5).
- 3.º Lugar: Mario Matzner y Jorge Gutiérrez (Llanquihue-Chiloé) en "Cleopaatra" y "Serenata", +25 (4+6+4+11).

### Serie Potros
- 1.º Lugar: Gonzalo Vial y Pedro Pablo Vergara (O'Higgins) en "Derrotado" y "Candil", +36 (7+13+8+8).
- 2.º Lugar: José Astaburuaga y Bernardo Arredondo (Bío-Bío) en "Flotador" y "Escobajo", +30 (7+13+8+8).
- 3.º Lugar: Francisco Navarro y Raúl Willer (Osorno) en "Novicio" y "Operao", +29 (12+ 1+8+8).

### Primera Serie Libre A
- 1.º Lugar: Luis Huenchul y Diego Pacheco (Colchagua) en "Frescor" y "Orayón", +38 (12+6+9+11).
- 2.º Lugar: Jorge Gutiérrez y Mario Matzner (Llanquihue-Chiloé) en "Esperando" y "Botón", +34 (13+7+9+5).
- 3.º Lugar: Luis Huenchul y Diego Pacheco (Colchagua) en "Rosqueador" y "Cacarito", +32 (10+10+4+8).
- 4.º Lugar: Juan Carlos Loaiza y Eduardo Tamayo (Valdivia) en "Filtrado" y "Fantástico", +31 (7+6+8+10).
- 5.º Lugar: Gonzalo Vial y Pedro Pablo Vergara (O'Higgins) en "Incrédulo" y "Martirio", +29 (11+5+6+7).

### Primera Serie Libre B
- 1.º Lugar: Luis Huenchul y Diego Pacheco (Colchagua) en "Talero" y "Fuste", +38 (11+9+8+10).
- 2.º Lugar: Emiliano Ruiz y José Tomás Meza (Litoral Central) en "Melí" y "Agravio", +33 (9+8+8+8).
- 3.º Lugar: Ricardo González y Felipe González (Litoral Central) en "Don Chololo" y "Aromo", +30 (7+8+8+7 y +7).
- 4.º Lugar: Claudio Hernández y Rufino Hernández (Bío-Bío) en "Guindao" y "Maceteado", +30 (10+0+13+7 y +4).
- 5.º Lugar: Francisco Navarro y Raúl Willer (Osorno) en "Ritual" y "Don Julio", +28 (11+7+5+5).

### Segunda Serie Libre A
- 1.º Lugar: Eugenio Navarrete y José Antonio Bozo (Valdivia) en "Cantinero" y "Entonadita", +30 (10+8+7+5).
- 2.º Lugar: José Luis Ortega y Jorge Ortega (Los Andes) en "El Quillay" y "Quillaycito", +28 (8+12+7+1 y +8).
- 3.º Lugar: Alfredo Moreno y Alfonso Navarro (Talca) en "Ermitaño" y "Madrigal", +28 (12+2+3+11 y +1).
- 4.º Lugar: Joel Reyes y Marcelo Poblete (Bío-Bío) en "Distinguido" y "Dominante", +27 (7+1+12+7).

### Segunda Serie Libre B
- 1.º Lugar: José Luis Ortega y Jorge Ortega (Los Andes) en "Enlace" y "Regalona", +34 (8+13+8+5).
- 2.º Lugar: Jorge Gutiérrez y Mario Matzner (Llanquihue-Chiloé) en "Platanito" y "Estancado", +31 (9+3+10+9).
- 3.º Lugar: Pedro Urrutia y Luis Fernando Corvalán (Cauquenes) en "Puquio" y "Casillero", +30 (9+7+13+1).
- 4.º Lugar: José Manuel Pozo y Alejandro Pozo (Talca) en "San Clemente" y "Peumo", +27 (8+5+4+10 y +8).

## Clasificatorios
Las colleras que participaron en este campeonato nacional durante la temporada 2005-2006 tuvieron que ganar a lo menos un rodeo y obtener mínimo 15 puntos para acceder a los rodeos clasificatorios. Fueron 4 rodeos clasificatorios, 2 para la zona centro norte y dos para la zona centro sur. Los ganadores de cada clasificatorio pasaron directamente a la Serie de Campeones del Campeonato Nacional.

### Primer Clasificatorio Centro Sur, Osorno
- 1.º Criadero El Sacrificio, Rufino Hernández y Claudio Hernández (Bío-Bío) en "Morenita" e "Inventada", 33 puntos (11+11+4+7).
- 2.º Criadero Palmas de Peñaflor, Juan Pablo Cardemil y Alfonso Navarro (Talca) en "Caprichosa" y "Orador", 32 (12+8+11+1).
- 3.º Francisco Navarro y Raúl Willer (Osorno) en "Ritual" y "Don Julio", 31 (6+11+10+4).

### Primer Clasificatorio Centro Norte, Rengo
- 1.º Corral El Torreón, Luis Eduardo Cortés y José Antonio Urrutia (O'Higgins) en "Reseña" y "Fresia", 31 (7+11+9+4).
- 2.º Corral el Parque de San Manuel, Marcelo Moyano y Johnny Aravena (Melipilla) en "Bribón" y "Dudoso", con 29 (11+4+9+5).
- 3.º Criadero San Esteban, José Luis y Jorge Ortega (Los Andes) en "Quillay" y "Quillaycito", con 25 (8+3+9+5).

### Segundo Clasificatorio Centro Sur, Coronel
- 1.º Criadero Santa Isabel, Juan Carlos Loaiza y Eduardo Tamayo (Valdivia) en "Talento" y "Nudo Ciego", con 30 (7+4+7+12)
- 2.º Criadero Agua de los Campos y Maquena, Claudio y Rufino Hernández (Bío-Bío) en "Vituperio" y "Gueñe", con 29 (7+7+7+8)
- 3.º Criadero Agua de los Campos y Maquena, Claudio y Rufino Hernández (Bío-Bío) en "Linchaco" y "Pinganilla", con 27 (8+5+7+7 y +8)

### Segundo Clasificatorio Centro Norte, La Serena
- 1.º Criadero Lo Miranda, Cristian Ramírez y Manuel Olivares (O'Higgins) en "Truan" y "Ofensivo", 33 (7+12+7+7).
- 2.º Corral Santa Anita de Curimao, Emiliano Ruiz y José Tomás Meza (Litoral Central) en "Meli" y "Agravio", 30 (4+9+7+10, +4).
- 3.º Pablo Baraona y Pedro González (Santiago Oriente) en "Notario" y "Don Fraile", 30 (7+8+3+12, +1).

## Cuadro de honor temporada 2005-2006

### Jinetes
- 1.º Claudio Hernández
- 2.º Rufino Hernández
- 3.º Mario Matzner
- 4.º Jorge Gutiérrez
- 5.º Gonzalo Vial
- 6.º Felipe González
- 7.º Pedro Pablo Vergara
- 8.º Ricardo González
- 9.º Luis Eduardo Cortés
- 10.º José Astaburuaga y Jorge Ortega

### Caballos
- 1.º Incrédulo
- 2.º Martirio
- 3.º Diluvio
- 4.º San Clemente
- 5.º Dedal
- 6.º Trebal
- 7.º El Quillay
- 8.º Chubasco
- 9.º Quillaicito
- 10.º Cacarito

### Yeguas
- 1.º Regalona
- 2.º Reseña
- 3.º Esquiva
- 4.º Fresia
- 5.º Esperanza
- 6.º Pimpinela
- 7.º Serenata
- 8.º Cleopatra
- 9.º Minga
- 10.º Entonadita

### Potros
- 1.º Malulo
- 2.º Estruendo
- 3.º Platanito
- 4.º Aromo
- 5.º Estancado
- 6.º Derrotado
- 7.º Don Chololo
- 8.º Candil
- 9.º Botón
- 10.º Flotador